# Peter Valentin (Bildhauer)
Peter Valentin (* 15. November 1877 in Brixen; † 26. April 1962 in Offenburg) war ein österreichisch-deutscher Bildhauer.

## Leben
Peter Valentin war der Sohn eines Zimmermanns. In Brixen ging er bei einem Onkel, dem Bildhauer August Valentin in die Lehre, bevor er sich in Bildhauerwerkstätten in Augsburg und München weiterbildete und an der Kunstakademie in München  bei Syrius Eberle studierte. In seiner Studienzeit arbeitete er auch in Florenz.
1898 kam er nach Offenburg, um in der Bildhauer- und Altarwerkstätte von Franz Joseph Simmler zu arbeiten. 1904 eröffnete er eine eigene Bildhauerwerkstätte in der Offenburger Rheinstraße und heiratete die Offenburgerin Karoline Benz. Im selben Jahr wurde sein Sohn Peter geboren, der Maler und Zeichner wurde. 1912 bezog Valentin ein eigenes Haus mit Ateliers im Villenviertel an der Schwarzwaldstraße.
Im Ersten Weltkrieg wurde er zu den k.u.k. Kaiserjägern nach Südtirol eingezogen. Als Südtirol nach dem Krieg italienisch wurde, nahm er die deutsche Staatsangehörigkeit an.
Peter Valentin blieb bis ins hohe Alter in seiner Offenburger Werkstatt tätig. Im 78. Lebensjahr übergab er die Aufträge an seinen Sohn Angelo.

## Werk
Valentin schuf vor allem Werke religiösen Inhalts und war unter anderem an der Ausstattung der Herz-Jesu-Kirche in Zürich beteiligt. Weitere Werke Valentins finden sich in Offenburg, Neusatz, Wriezen, Dinglingen, Steinbach, auf einem Bruchsaler Friedhof, in Schonach und in Lautenbach.
Für die Kirche zur Heiligen Dreifaltigkeit, die zweite katholische Kirche Offenburgs, deren Grundstein 1906 gelegt wurde, schuf er die Figuren von Joseph, Maria, dem Jesuskind sowie der Apostel. Offenburger Bürger saßen ihm dafür Modell. Auch das Denkmal für die Toten des Ersten Weltkriegs in dieser Kirche stammt von Valentin. Es zeigt betende Kinderengel über einem Fries aus Eisernen Kreuzen.
Die Kirche St. Karl Borromäus in Neusatz im Schwarzwald beherbergt eine plastische Abendmahlsdarstellung des Künstlers.
Für die Haslacher Kirche St. Arbogast schuf er 1910 die Seitenaltäre und eine Säulenmadonna. Ungefähr um dieselbe Zeit gestaltete er einen neuen, in barocken Formen gehaltenen Hauptaltar für die Pfarrkirche St. Vinzenz in Liel.
Der Altar der 1936 geweihten Kapelle zur Schmerzhaften Mutter Gottes in Wolpadingen stammt ebenfalls von Valentin. Eine Heilige Theresia vom Kinde Jesu schuf Valentin für die Kirche St. Leodegar in Oberschopfheim. An der rechten Außenwand der Kirche St. Bonifatius in Emmendingen ist ein neogotischer Ölberg von Valentin angebracht.

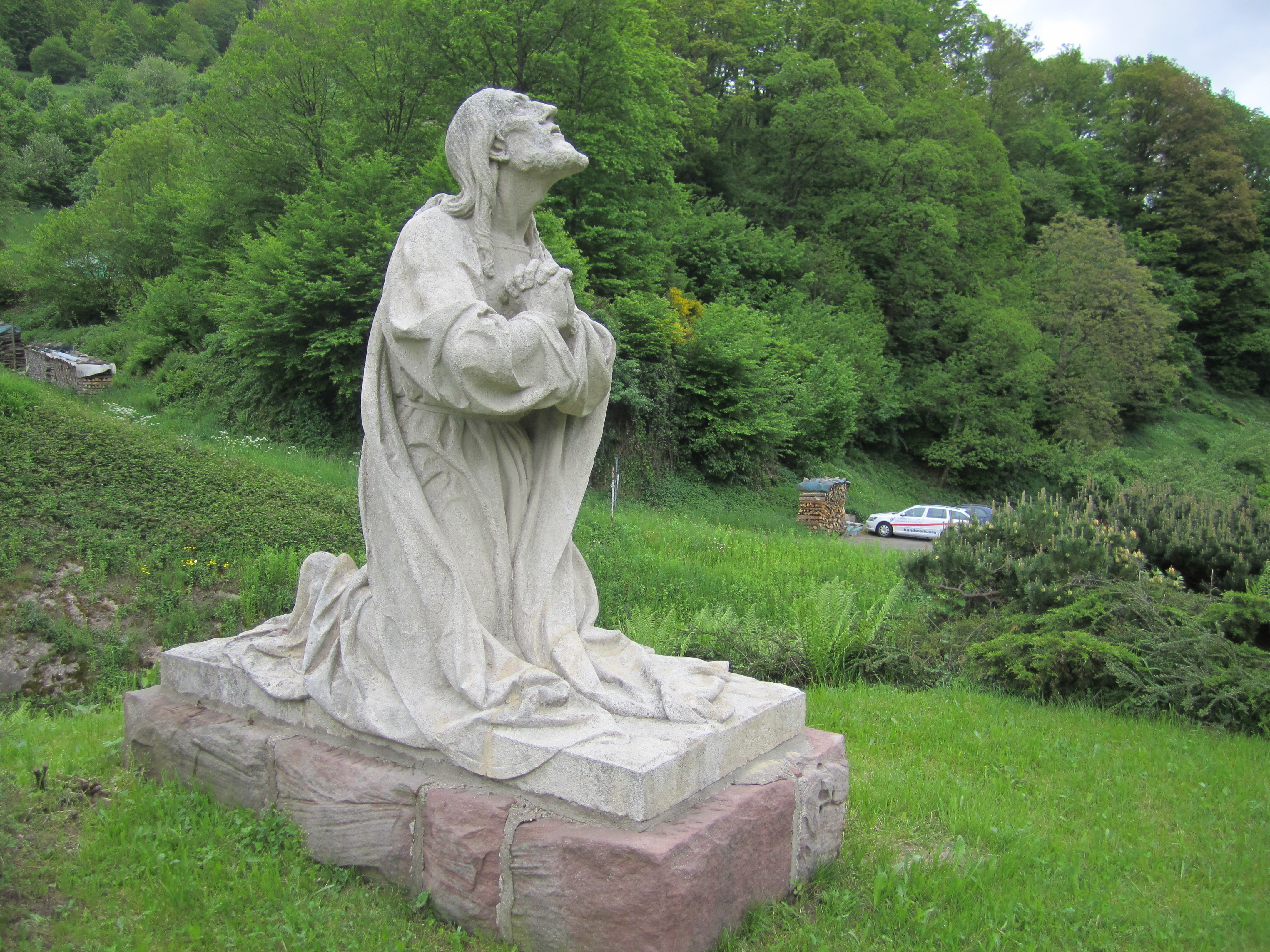
Christusfigur, Ölberg von Peter Valentin in Reichental, 1923

Aus dem Jahr 1920 stammen Valentins Statuen des heiligen Antonius von Padua und der heiligen Elisabeth von Thüringen in der Pfarrkirche St. Sophia in Erbach. 1925 schuf Peter Valentin eine Pietà aus weißem Marmor für die Kriegergedächtniskapelle der Kirche St. Peter und Paul in Karlsruhe-Durlach. In den 1930er Jahren ergänzte er die Seitenaltäre von St. Martin in Endingen.
Hermann Brommer bescheinigte seinen Werken eine „manchmal fast klassisch“ wirkende Schönheit.